# Svetovni pokal v smučarskih skokih 1993
Svetovni pokal v smučarskih skokih 1993 je štirinajsta sezona svetovnega pokala v smučarskih skokih.

## Koledar tekem
| Datum             | Prizorišče                | Skakalnica                      | Zmagovalec                                                                          | Drugi                                                                     | Tretji                                                             |
| ----------------- | ------------------------- | ------------------------------- | ----------------------------------------------------------------------------------- | ------------------------------------------------------------------------- | ------------------------------------------------------------------ |
| 5. december 1992  | Falun                     | Lugnet K115                     | Werner Rathmayr                                                                     | Urban Franc                                                               | Heinz Kuttin                                                       |
| 6. december 1992  | Falun                     | Lugnet K115                     | Werner Rathmayr                                                                     | Lasse Ottesen Andreas Goldberger                                          |                                                                    |
| 13. december 1992 | Ruhpolding                | Große Zirmbergschanze K107      | Stephan Zünd                                                                        | Werner Rathmayr                                                           | Didier Mollard                                                     |
| 19. december 1992 | Saporo                    | Mijanomori K90                  | Martin Höllwarth                                                                    | Werner Rathmayr                                                           | Steve Delaup                                                       |
| 20. december 1992 | Saporo                    | Okurajama K115                  | Akira Higaši                                                                        | Werner Rathmayr                                                           | Bjørn Myrbakken                                                    |
| 30. december 1992 | Oberstdorf                | Schattenbergschanze K115        | Christof Duffner                                                                    | Andreas Goldberger                                                        | Noriaki Kasai                                                      |
| 1. januar 1993    | Garmisch-Partenkirchen    | Große Olympiaschanze K107       | Noriaki Kasai                                                                       | Jens Weißflog                                                             | Andreas Goldberger                                                 |
| 3. januar 1993    | Innsbruck                 | Bergiselschanze K109            | Andreas Goldberger                                                                  | Jaroslav Sakala                                                           | Noriaki Kasai                                                      |
| 6. januar 1993    | Bischofshofen             | Paul-Ausserleitner-Schanze K120 | Andreas Goldberger                                                                  | Noriaki Kasai                                                             | Didier Mollard                                                     |
| 16. januar 1993   | Harrachov                 | Letalnica Čertak K120           | Tekma odpovedana                                                                    | Tekma odpovedana                                                          | Tekma odpovedana                                                   |
| 17. januar 1993   | Harrachov                 | Letalnica Čertak K120           | Tekma odpovedana                                                                    | Tekma odpovedana                                                          | Tekma odpovedana                                                   |
| 23. januar 1993   | Predazzo                  | Trampolino dal Ben K120         | Noriaki Kasai                                                                       | Franci Petek                                                              | Juhdži Ašimoto                                                     |
| 24. januar 1993   | Predazzo                  | Trampolino dal Ben K120         | Avstrija · Stefan Horngacher · Ernst Vettori · Werner Rathmayr · Andreas Goldberger | Nemčija · Christof Duffner · Gerd Siegmund · Dieter Thoma · Jens Weißflog | Japonska Juhdži Ašimoto Akira Higaši Masahiko Harada Noriaki Kasai |
| 30. januar 1993   | Bad Mitterndorf /Tauplitz | Kulm K185                       | Jaroslav Sakala                                                                     | Werner Haim                                                               | Andreas Goldberger                                                 |
| 31. januar 1993   | Bad Mitterndorf /Tauplitz | Kulm K185                       | Jaroslav Sakala                                                                     | Didier Mollard                                                            | Andreas Goldberger                                                 |
| 6. marec 1993     | Lahti                     | Salpausselkä K90                | Noriaki Kasai                                                                       | Jaroslav Sakala                                                           | Jiri Parma                                                         |
| 7. marec 1993     | Lahti                     | Salpausselkä K114               | Ivan Lunardi                                                                        | Stefan Horngacher                                                         | Espen Bredesen                                                     |
| 11. marec 1993    | Lillehammer               | Lysgårds K120                   | Espen Bredesen                                                                      | Takanobu Okabe                                                            | Andreas Goldberger                                                 |
| 14. marec 1993    | Oslo                      | Holmenkollen K110               | Espen Bredesen                                                                      | Didier Mollard                                                            | Jaroslav Sakala                                                    |
| 20. marec 1993    | Vikersund                 | Vikersundbakken K175            | Tekma odpovedana                                                                    | Tekma odpovedana                                                          | Tekma odpovedana                                                   |
| 21. marec 1993    | Vikersund                 | Vikersundbakken K175            | Tekma odpovedana                                                                    | Tekma odpovedana                                                          | Tekma odpovedana                                                   |
| 27. marec 1993    | Planica                   | Bloudkova velikanka K120        | Japonska Takanobu Okabe Naoki Jasuzaki Masahiko Harada Noriaki Kasai                | Norveška Roar Ljøkelsøy Bjørn Myrbakken Helge Brendryen Espen Bredesen    | Slovenija Robert Meglič Matjaž Zupan Urban Franc Samo Gostiša      |
| 28. marec 1993    | Planica                   | Bloudkova velikanka K120        | Espen Bredesen                                                                      | Andreas Goldberger                                                        | Christof Duffner                                                   |

## Skupne uvrstitve

### Posamično
| Poz | Skakalec           | Točke |
| --- | ------------------ | ----- |
| 1.  | Andreas Goldberger | 206   |
| 2.  | Jaroslav Sakala    | 185   |
| 3.  | Noriaki Kasai      | 172   |
| 4.  | Werner Rathmayr    | 171   |
| 5.  | Espen Bredesen     | 151   |
| 6.  | Christof Duffner   | 121   |
| 7.  | Didier Mollard     | 114   |
| 8.  | Stefan Horngacher  | 78    |
| 9.  | Werner Haim        | 71    |
| 10. | Bjørn Myrbakken    | 63    |
| 11. | Jens Weißflog      | 61    |
| 12. | Steve Delaup       | 59    |
| 13. | Martin Höllwarth   | 55    |
| 13. | Lasse Ottesen      | 55    |
| 15. | Vesa Hakala        | 47    |
| 16. | Masahiko Harada    | 46    |
| 17. | Jiří Parma         | 45    |
| 18. | Ivan Lunardi       | 40    |
| 19. | Heinz Kuttin       | 39    |
| 20. | Akira Higaši       | 37    |
| 21. | Franci Petek       | 35    |
| 22. | Urban Franc        | 33    |

| Poz | Skakalec             | Točke |
| --- | -------------------- | ----- |
| 23. | Ernst Vettori        | 30    |
| 24. | Takanobu Okabe       | 29    |
| 25. | Matjaž Zupan         | 28    |
| 26. | Mikael Martinsson    | 27    |
| 27. | Nicolas Jean-Prost   | 26    |
| 28. | Stephan Zünd         | 25    |
| 29. | Øyvind Berg          | 24    |
| 30. | Naoki Jasuzaki       | 21    |
| 31. | Christian Reinthaler | 20    |
| 32. | Džinja Nišikata      | 19    |
|     | Juhdži Ašimoto       | 19    |
| 34. | Dionis Vodnev        | 15    |
| 35. | Helge Brendryen      | 14    |
|     | Christian Moser      | 14    |
| 37. | Frantisek Jez        | 13    |
| 38. | Jerome Gay           | 12    |
| 39. | Roberto Cecon        | 11    |
|     | Jani Soininen        | 11    |
|     | Tomas Goder          | 11    |
| 42. | Dieter Thoma         | 10    |
|     | Andreas Scherer      | 10    |
|     | Martin Trunz         | 10    |

| Poz | Skakalec           | Točke |
| --- | ------------------ | ----- |
| 45. | Matjaž Kladnik     | 8     |
| 46. | Bruno Reuteler     | 7     |
|     | Sašo Komovec       | 7     |
|     | Robert Meglič      | 7     |
|     | Martin Švagerko    | 7     |
| 50. | Janne Ahonen       | 5     |
|     | Jens Deimel        | 5     |
|     | Toni Nieminen      | 5     |
| 53. | Roar Ljøkelsøy     | 4     |
| 54. | Samo Gostiša       | 2     |
|     | Alexander Pointner | 2     |
|     | Timo Wangler       | 2     |
|     | Werner Schuster    | 2     |
|     | Alexander Diess    | 2     |
| 59. | Gerd Siegmund      | 1     |
|     | Mihail Jesin       | 1     |
|     | Hitoši Sakurai     | 1     |
|     | Marián Bielčik     | 1     |
|     | Janne Väätäinen    | 1     |
|     | Ladislav Dluhoš    | 1     |
|     | Olli Happonen      | 1     |
|     | Alexander Stöckl   | 1     |

### Svetovni pokal v poletih
| Poz | Skakalec             | Točke |
| --- | -------------------- | ----- |
| 1.  | Jaroslav Sakala      | 50    |
| 2.  | Didier Mollard       | 31    |
| 3.  | Andreas Goldberger   | 30    |
| 4.  | Werner Haim          | 27    |
| 5.  | Espen Bredesen       | 22    |
| 6.  | Werner Rathmayr      | 20    |
| 7.  | Christian Reinthaler | 15    |
| 8.  | Lasse Ottesen        | 14    |
|     | Helge Brendryen      | 14    |
| 10. | Christof Duffner     | 12    |
|     | Bjørn Myrbakken      | 12    |
|     | Jérôme Gay           | 12    |
| 13. | Nicolas Jean-Prost   | 5     |
| 14. | Stefan Horngacher    | 4     |
| 15. | Tomáš Goder          | 3     |

### Pokal narodov
| Poz | Država    | Točke |
| --- | --------- | ----- |
| 1.  | Avstrija  | 781   |
| 2.  | Japonska  | 444   |
| 3.  | Norveška  | 375   |
| 4.  | Češka     | 299   |
| 5.  | Nemčija   | 280   |
| 6.  | Francija  | 246   |
| 7.  | Slovenija | 171   |
| 8.  | Finska    | 96    |
| 9.  | Italija   | 73    |
| 10. | Švica     | 64    |
| 11. | Švedska   | 53    |
| 12. | Poljska   | 17    |
| 13. | Kazahstan | 15    |
| 14. | ZDA       | 9     |
| 15. | Slovaška  | 8     |
| 16. | Rusija    | 1     |